# Pastel de luna
El pastel de luna es un dulce chino que se consume tradicionalmente en la Fiesta del Medio Otoño, una de las más importantes de China. Esta fiesta se centra alrededor de la luna, y estos pasteles forman parte de la celebración. Sus orígenes se estiman a partir de la Segunda Era del Imperio Chino. Los sacerdotes solían lanzarlos sobre pequeñas barcas, para de esa forma honrar a los muertos.
Los pasteles de luna típicos son redondos o rectangulares, de unos 10 cm de diámetro y unos 4–5 de espesor. Consisten de un relleno espeso normalmente hecho de pasta de semilla de loto rodeado por una corteza relativamente fina (2–3 mm) y pueden contener yemas de huevos de pato en salazón. Suele comerse en pequeñas porciones acompañado de té chino.

## Descripción
La mayoría de pasteles de luna consisten en una corteza fina y tierna rodeando un relleno dulce y denso. Pueden contener una o más yemas enteras de huevos en salazón para simbolizar la luna llena. En raras ocasiones se sirven al vapor o fritos.
Los pasteles de luna tradicionales tienen un relieve en la parte de arriba formado por los caracteres chinos para ‘longevidad’ y ‘armonía’, además del nombre de la panadería y del relleno. Dibujos de la luna, la mujer Chang'e sobre la luna, flores, viñas o un conejo (símbolo de la luna) pueden rodear los caracteres como decoración adicional.
Los pasteles de luna se consideran una delicia. Su producción exige mucha mano de obra y poca gente los hace en casa. La mayoría de los pasteles de luna se compran en supermercados y panaderías.

## Historia

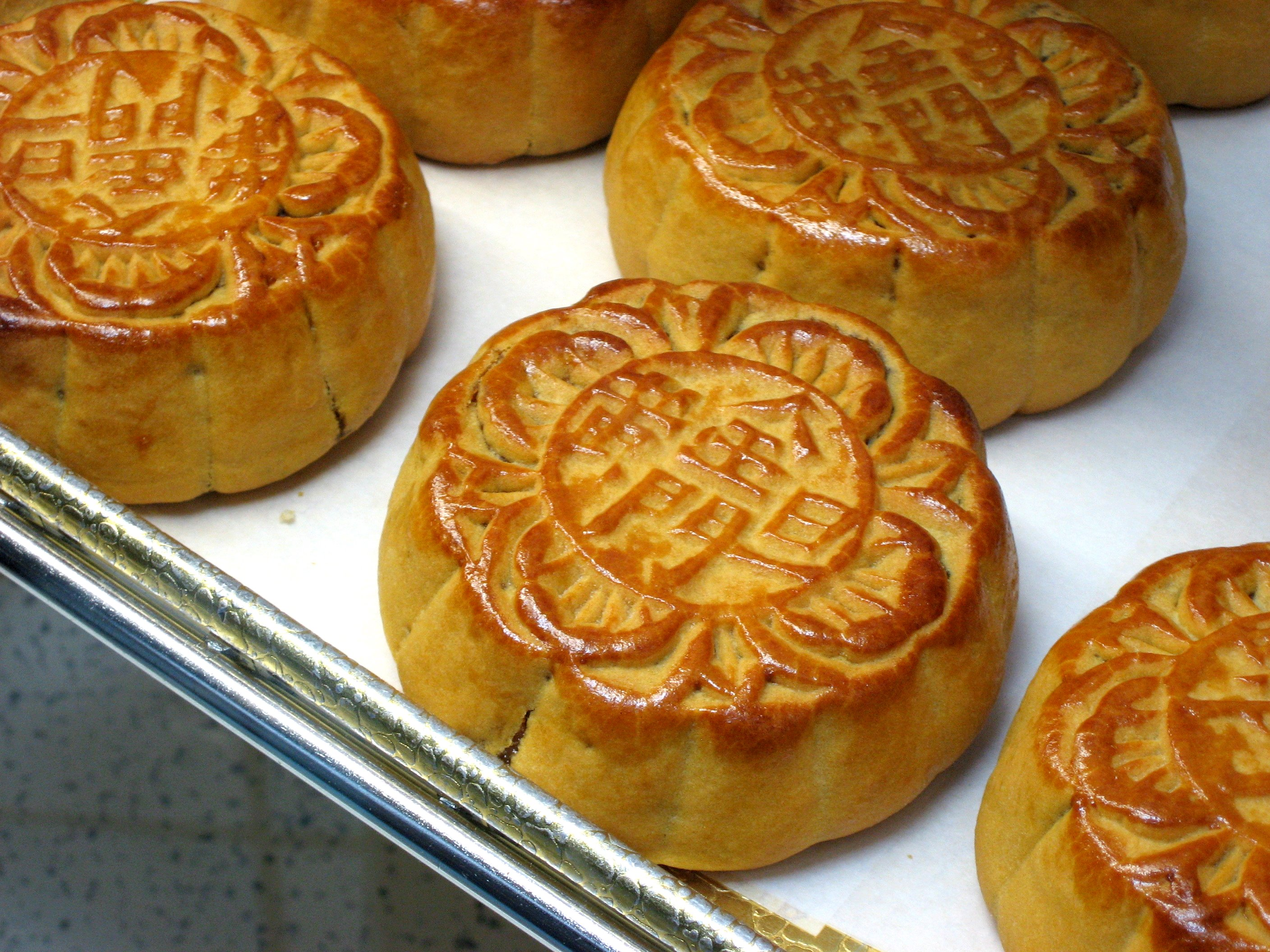
Pasteles de luna.

### Festival de Mitad de Otoño
Este festival está intrincadamente relacionado con la leyenda de Chang'e, la mítica diosa lunar de la inmortalidad. Según Li-Ji, un antiguo libro chino que recoge costumbres y ceremonias, el emperador chino ofrecía sacrificios al sol en primavera y a la luna en otoño. El 15.º día del 8.º mes lunar es llamado «Mitad de Otoño», y su noche se llama «Noche de la Luna». Bajo la dinastía Song (420), el día fue oficialmente declarado Fiesta de Mitad de Otoño.
Gracias a su papel crucial en el festival de Mitad de Otoño, los pasteles de luna han permanecido populares hasta la actualidad. Para muchos, son tan importantes que a veces llaman a la fiesta «Festival del Pastel de Luna».

### Revolución Ming
Hay una leyenda popular sobre que el derrocamiento del gobierno mongol fue facilitado por mensajes camuflados en pasteles de luna.
Los pasteles de luna fueron usados por los revolucionarios Ming como medio en su espionaje, distribuyendo secretamente cartas para derrocar a los gobernantes mongoles de China en la dinastía Yuan. Se dice que la idea fue concebida por Zhu Yuanzhang (朱元璋) y su consejero Liu Bowen (劉伯溫), quienes hicieron circular el rumor de que una plaga mortal se estaba extendiendo y la única forma de evitarla era comer pasteles de luna especiales. Esto provocó una rápida distribución de los pasteles, que fueron usados para esconder un mensaje secreto coordinando la revuelta han el 15.º día del 8.º mes lunar.
Otra forma de esconder el mensaje era imprimirlo en la superficie de los pasteles de luna como un puzle o mosaico simple. Para leer el mensaje, había que cortar en cuatro partes cada uno de los cuatro pasteles envasados juntos. Los 16 trozos debían entonces ponerse juntos de forma que el mensaje secreto pudiera leerse. Entonces se comían para destruirlo.

## Dulce tradicional

### Rellenos

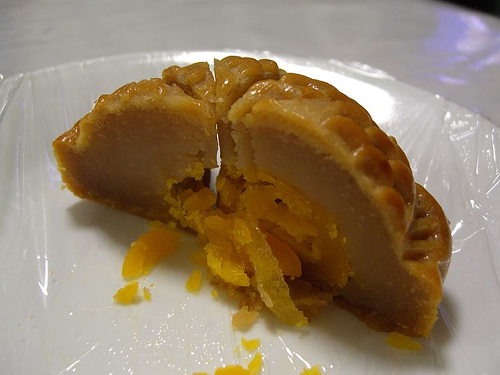
Pastel de luna cortado mostrando el relleno de pasta de semilla de loto alrededor de la «luna» de yema de huevo desmenuzada.

Pueden encontrarse muchos tipos de rellenos en los pasteles de luna tradicionales, según la cultura de la región:
- Pasta de semilla de loto (蓮蓉, lían róng): Considerado por algunos el relleno original y más lujoso del pastel de luna, la pasta de semilla de loto se encuentra en todos los tipos de pasteles de luna. Debido al elevado precio de la pasta, a veces se emplea en su lugar pasta de judía blanca.
- Pasta de judía dulce (豆沙, dòu shā): Varias pastas de judía son rellenos habituales en los postres chinos. Aunque el anko, hecho de judía azuki, es la más común en todo el mundo, se conocen a lo largo de la historia preferencias regionales y provinciales por pastas de otras judías, como el frijol chino y la judía negra.
- Pasta de azufaifo (棗泥, zǎo ní): Una pasta dulce hecha con los frutos maduros del azufaifo. Es de color rojo oscuro, tiene un aroma afrutado y ahumado, y un sabor ligeramente agrio. Según la calidad de la pasta, puede confundirse con la de judía roja, que se usa a veces como relleno.
- Cinco semillas (五仁, wǔ rén): Un relleno consistente en 5 tipos de frutos y semillas, picados gruesos y aglutinados con jarabe de maltosa. Suele incluir nueces, pipas de calabaza, pipas de melón, cacahuetes, sésamo o almendras. Además, la mezcla suele contener melón blanco confitado, jamón de Jinhua o trozos de azúcar piedra.
- Pasta de taro (芋泥, yù ní): Una pasta dulce hecha de taro, un tubérculo cultivado en muchas partes de Asia tropical. El color de la pasta es púrpura y suele usarse en los pasteles de luna crujientes de Teochew.
- Sal y pimienta (椒鹽, jiāoyán): Un relleno hecho de semilla de sésamo tostada. Suele encontrarse en los pasteles de luna quebradizos al estilo de Suzhou.
- Durián: Un relleno común en el sudeste asiático (principalmente Indonesia, Malasia, Tailandia y Singapur) hecho de pasta de durián machacado.

### Cortezas
El pastel de luna tradicional varía ampliamente de una región a otra. Aunque la mayoría producen variantes tradicionales con diversos rellenos, suelen hacerlos solo con un tipo de corteza. Aunque existen versiones vegetarianas que usan aceite vegetal, muchos pasteles de luna emplean manteca para lograr un sabor mejor. Hay tres tipos de corteza de pastel de luna en la cocina china:
- Masticable: Tiene un tono marrón rojizo y un brillo lustroso. Es el tipo de corteza más frecuente en los pasteles de estilo cantonés, así como en Norteamérica y muchos países occidentales. Se hace con una combinación de almíbar espeso, agua de sosa, harina y aceite. La corteza resultante es masticable pero tierna, pudiéndose obtener más masticable con la adición de jarabe de maltosa a la mezcla.
Esta masa también se hornea con forma de pez o lechón (cantonés: 豬仔餅 jue zai bang, literalmente ‘galletas cochinillo’) y se vende en panaderías como aperitivo. A menudo vienen envasadas individualmente en pequeñas canastas de plástico, para simbolizar que los peces se pescaron o los cochinillos están a la venta.
- Hojaldrada: Las cortezas hojaldradas son típicas de los pasteles de luna al estilo de Suzhou. Se hace extendiendo capas alternas de masa aceitosa y harina salteada en aceite. Esta corteza tiene una textura muy parecida a la del hojaldre.
- Tierna: Los pasteles de luna de ciertas provincias de China y Taiwán se hacen a menudo más tiernos que hojaldrados o masticables. La textura de este tipo de corteza es parecido a la de la pasta brisa occidental. Se hace principalmente con una mezcla homogénea de azúcar, aceite, harina y agua. Este tipo de corteza se usa comúnmente en otros tipos de pasteles chinos, como la tartaleta de huevo.

### Variantes regionales en China
Hay muchas variantes regionales de pastel de luna, entre ellas:
- Cantonesa: Originario de la provincia de Guangdong, el pastel de luna cantonés tiene múltiples variantes. Los ingredientes usados para el relleno son diversos: pasta de semilla de loto, pasta de pipas de melón, jamón, pollo, pato, cerdo asado, champiñón, yema de huevo, etcétera. Las versiones más elaboradas contienen cuatro yemas de huevo, representando las fases lunares. Actualmente se encuentran en Hong Kong incluso versiones (no tradicionales) hechas de chocolate, helado o gelatina.[3]
- De Suzhou: Este estilo empezó hace más de 1000 años, y es famoso por sus capas de masa quebradiza y su generoso contenido en azúcar y manteca, siendo también más pequeño que los de otros estilos. Dentro de este estilo hay más de una docena variantes. Los pasteles de luna de Suzhou son tanto dulces como salados, sirviéndose estos últimos calientes y yendo generalmente rellenos de cerdo picado.
- De Pekín: Este estilo tiene dos variantes, una llamada di qiang e influenciada por el estilo de Suzhou, con una masa ligeramente esponjosa en lugar de hojaldrada, y otra llamada fan mao que tiene una masa blanca quebradiza. Los dos rellenos más populares son las flores de espino de montaña y wisteria. El pastel de luna de Pekín se decora a menudo meticulosamente.
- De Chaoshan: Es otra variedad de corteza quebradiza, pero de mayor tamaño que la de Suzhou, con un diámetro parecido al de estilo cantonés, pero menos grueso. Se usan diversos rellenos, pero destaca el aroma de la manteca tras el horneado.
- De Ningbo: Este estilo también está inspirado en el de Suzhou. Predomina en la provincia de Zhejiang y tiene una corteza compacta. Los rellenos son de alga o jamón, siendo conocido por su sabor salado y especiado.
- De Yunnan: Conocido también como t'o por los residentes, su rasgo distintivo es la combinación de varias harinas en su masa, incluyendo harina de arroz, trigo, alforfón y otras. La mayoría de las variantes de este estilo son dulces.

## Variantes modernas

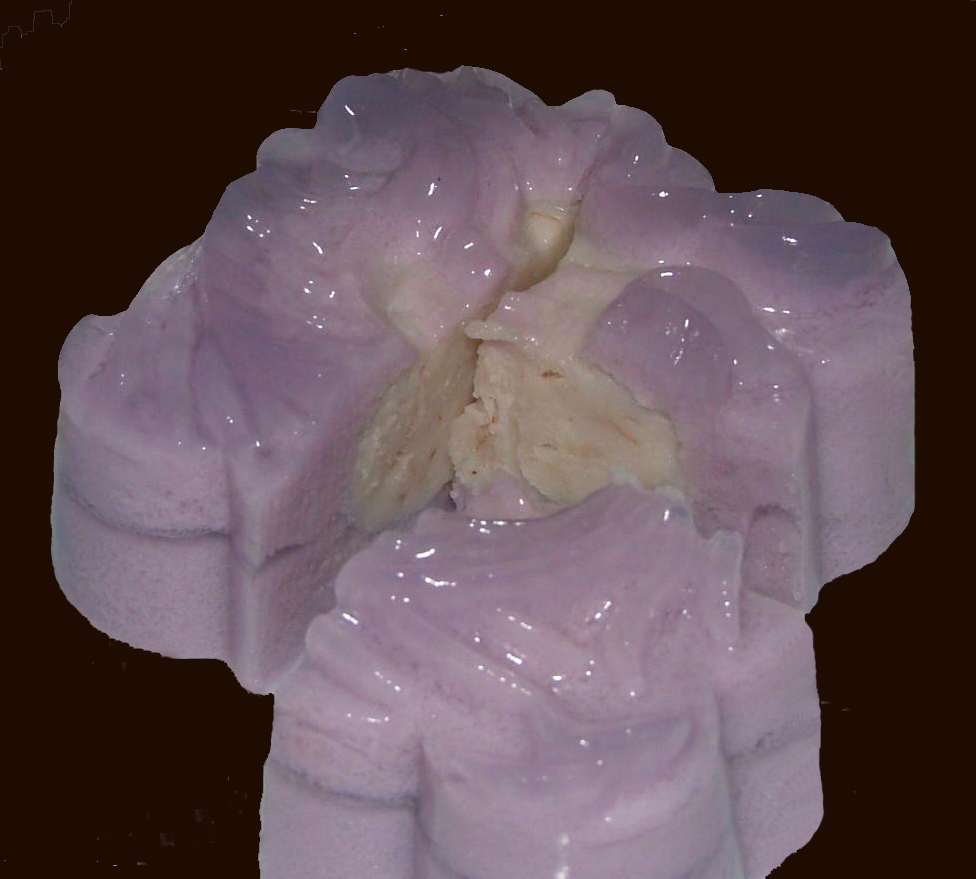
Pastel de luna de gelatina con relleno de ñame.

Los pasteles de luna modernos se parecen a los tradicionales pero tiene ciertas modificaciones, en parte por el hecho de que la gente es más consciente de la importancia de una dieta saludable. Los pasteles de luna tradicionales se hacen con manteca y mucha azúcar. Otra razón por la que el pastel de luna tradicional se ha diversificado es su popularidad, tan alta que muchos hombres de negocios lo adquieren para agasajar a sus clientes. Los pasteles de luna modernos difieren principalmente en el relleno. Por ejemplo, los pasteles de luna rellenos de pasta de taro y piña, que se consideraban novedosos en su momento de invención, se han hecho habituales en los últimos años. Además, se han empleado rellenos de café, chocolate, frutos secos (nueces, mezcla, etcétera), frutas (ciruela, piña, melón, lichi, etcétera), verduras (batata, etcétera) e incluso jamón para dar un toque moderno a las recetas tradicionales.
Para adaptarse a las preferencias más saludables actuales, muchas panaderías ofrecen pasteles de luna en miniatura y libres de grasa. Algunos se hacen con yogur, mermelada y helado desnatado. Incluso han aparecido versiones altas en fibra y bajas en azúcar. Los clientes eligen los pasteles de luna por tamaño y relleno según sus gustos y dieta. Para mayor higiene, cada unidad se envuelve a menudo en plástico al vacío, acompañado de un pequeño paquete antihumedad. Los pasteles de luna modernos tienen buena aceptación entre los chinos jóvenes.

### Rellenos
Los pasteles de luna nevados aparecieron en el mercado a principios de la década de 1980. Estos pasteles fríos sin hornear se rellenaban inicialmente con rellenos tradicionales como semilla de loto o frijol chino "hongdou" (judía azuki). Häagen-Dazs fue una de las primeras empresas en crear un pastel de luna helado, con corteza «tradicional», nevada o chocolate belga blanco, negro o con leche.
A partir de entonces el pastel se popularizó, apareciendo rellenos al gusto estadounidense, como masmelo o chocolate, y casi de cualquier otra cosa: queso crema, ginseng, nido de pájaro, algodón de pollo, tiramisú, té verde, pandano, durián, café, cacahuete, etcétera. Para aquellos sabores que no permiten obtener un relleno lo suficientemente compacto se emplea como base pasta de judía blanca o helado.

### Cortezas
Las variedades modernas de pasteles de luna también difieren de las tradicionales en que sus cortezas no suelen exigir horneado, pero sí refrigeración. Hay dos variantes principales de cortezas modernas de pastel de luna:
- Arroz glutinoso: De textura parecida a la del mochi, los pasteles de luna que la usan se conocen coloquialmente como ‘pastel de luna con piel de nieve’ o ‘pastel de luna con piel de hielo’ (冰皮 o 冰皮月餅).
- Gelatina: Hecha de mezclas de ingredientes gelatinosos, como agar, gelatina o konjac, y aromatizada con una amplia variedad de sabores de fruta.

## Variantes en otros países o regiones

### Taiwán
El pastel de luna más tradicional de Taiwán se rellena con ñame. Se elaboran muchas variantes, incluyendo algunas bajas en grasa, sin manteca y de helado. Son sabores populares modernos el té verde y el chocolate, entre otros.

### Indonesia
En Indonesia hay cientos de tipos de pasteles de luna, tanto tradicionales como modernos. El más tradicional se ha elaborado desde que los chinos y japoneses llegaron al país. Son circulares, blancos y bastante finos. Los rellenos pueden ser de chocolate, queso, leche, durián, yaca y muchas otras frutas exóticas. Antes de 1998 solo se vendía en mercados y pueblos pequeños, pero actualmente el pastel de luna tradicional es fácil de encontrar en supermercados, en lugar de las variantes modernas (que entraron a Indonesia después de 1998).

### Japón
En Japón los pasteles de luna, llamados geppei, se venden todo el año, principalmente en los barrios chinos. El relleno más popular es el anko, pero también se usa pasta de otros tipos de judías, así como de castaña. A diferencia de los chinos, los pasteles de luna japoneses casi nunca llevan una yema de huevo en el centro.

### Vietnam
En Vietnam, los pasteles de luna se llaman bánh trung thu (literalmente ‘pastel de mitad de otoño’), y puede contener diversos rellenos, como pollo asado, frijol chino, coco o durián.

### Filipinas
En las Filipinas, el pastel de luna se conoce localmente como jopia y cuenta con diversas variantes, como jopia de mungo (hopyang munggo), jopia de cerdo (hopyang baboy), jopia japonesa (hopyang Hapones) y jopia de ube (hopyang ube).